# Карлос Вівес
Карлос Альберто Вівес Рестрепо (ісп. Carlos Alberto Vives Restrepo; нар. 7 серпня 1961 року, Санта-Марта) — колумбійський співак, композитор та актор, нагороджений Ґреммі.

## Біографія
Карлос Вівес народився 7 серпня 1961 року в Санта-Марта, Маґдалена, Колумбія, де прожив перші 12 років свого життя. Потім він з сім'єю переїхав до Боготи в пошуках кращого життя. Він отримав ступінь публіциста в Університеті імені Хорхе Тадео Лозано.

## Особисте життя
Наразі Вівес одружений з колишньою Міс Колумбія Клавдією Васкес (Claudia Elena Vásquez). У них двоє дітей: Елена Вівес та Педро Вівес. Карлос проводить свій час між Маямі та Колумбією, в основному в Санта-Марті та Боготі.

## Дискографія
- 1986 Por Fuera y Por Dentro
- 1987 No Podrás Escapar de Mí
- 1989 Al Centro de la Ciudad
- 1991 Escalona: Un Canto A La Vida
- 1992 Escalona: Vol. 2
- 1993 Clásicos de la Provincia
- 1994 20 De Colección
- 1995 La Tierra del Olvido
- 1997 Tengo Fe
- 1999 El Amor de Mi Tierra
- 2000 15 Exitos
- 2001 Déjame Entrar
- 2004 El Rock de Mi Pueblo
- 2009 Clásicos de la Provincia II
- 2013 Corazón Profundo
- 2014 Más + Corazón Profundo
- 2015 Más Corazón Profundo En Vivo De La Bahia De Santa Marta
- 2017 Vives

## Фільмографія
- 1982 Tiempo Sin Huella — Хуліан
- 1982 David Copperfield — дорослий Девід Копперфільд
- 1983 Pequeños gigantes — Гінео.
- 1984 El Faraón — Капітоліно Рохас
- 1985 Tuyo es mi corazón — Карлос Санчес
- 1986 Gallito Ramírez — Хав'єр «Галліто» Рамірес
- 1987 Tormento — Карлос Августо
- 1988 La Otra — Арнальдо Васкес
- 1989 La Conciencia de Lucía — Альберто
- 1989 LP loca pasión — Хуліо Санмігель («Семмі»)
- 1990 Aventurera — Хуан Карлос Сантандер
- 1991 Escalona — Рафаель Ескалона
- 1991 Cadena Braga — Хосе Антоніо
- 1992 La mujer doble — Матео Ескондрія
- 1992—1993 La estrategia del caracol — Хосе Антоніо Сампер Пупо
- 1995 La Tele.
- 2012 La Voz Colombia — тренер.